# 竹林桥镇
竹林桥镇，是中华人民共和国湖北省襄阳市老河口市下辖的一个乡镇级行政单位。

## 行政区划
竹林桥镇下辖以下地区：
竹林桥社区、竹林桥村、苏家店村、谢营村、邓家营村、陈家营村、小陈营村、大张洼村、范冲村、小贺营村、刘岗村、马湾村、王湾村、梁曹洼村、王李岗村、贺湾村、小左岗村、丁楼村、莲花堰村、温岗村、孟湾村、周岗村、大堰村和朱岗村。